# Clark County (Idaho)
Clark County ist ein County im Bundesstaat Idaho der Vereinigten Staaten. Der Verwaltungssitz (County Seat) ist Dubois.

## Geographie
Das County liegt im Osten von Idaho, grenzt im Norden an Montana und hat eine Fläche von 4572 Quadratkilometern, wovon zwei Quadratkilometer Wasserfläche sind. Es grenzt im Uhrzeigersinn an folgende Countys: Lemhi County, Butte County, Jefferson County und Fremont County.

## Geschichte
Clark County wurde am 1. Februar 1919 aus Teilen des Fremont County gebildet. Benannt wurde es nach Sam K. Clark, einem frühen Siedler in diesem Gebiet.
Im Clark County liegt eine National Historic Landmark, die Camas Meadows Battle Sites. Drei weitere Bauwerke und Stätten sind im National Register of Historic Places eingetragen.

## Demografische Daten
Nach der Volkszählung im Jahr 2000 lebten im Clark County 1.022 Menschen in 340 Haushalten und 257 Familien. Die Bevölkerungsdichte betrug 1 Person pro Quadratkilometer. Ethnisch betrachtet setzte sich die Bevölkerung zusammen aus 74,2 Prozent Weißen, 0,1 Prozent Afroamerikanern, 1,0 Prozent amerikanischen Ureinwohnern, 0,2 Prozent Asiaten, 0,1 Prozent Bewohnern aus dem pazifischen Inselraum und 23,5 Prozent aus anderen ethnischen Gruppen; 1,0 Prozent stammen von zwei oder mehr Ethnien ab. 34,3 Prozent der Bevölkerung  waren spanischer oder lateinamerikanischer Abstammung.
Von den 340 Haushalten hatten 45,0 Prozent Kinder unter 18 Jahren, die bei ihnen lebten. 61,8 Prozent davon waren verheiratete, zusammenlebende Paare. 7,1 Prozent waren allein erziehende Mütter und 24,4 Prozent waren keine Familien. 20,0 Prozent waren Singlehaushalte und in 8,5 Prozent lebten Menschen mit 65 Jahren oder älter. Die Durchschnittshaushaltsgröße betrug 3,01 und die durchschnittliche Familiengröße war 3,52 Personen.
35,2 Prozent der Bevölkerung waren unter 18 Jahre alt, 8,0 Prozent zwischen 18 und 24 Jahre, 27,5 Prozent zwischen 25 und 44 Jahre, 20,1 Prozent zwischen 45 und 64 Jahre. 9,2 Prozent waren 65 Jahre oder älter. Das Durchschnittsalter betrug 31 Jahre. Auf 100 weibliche Personen kamen 110,7 männliche Personen. Auf 100 Frauen im Alter ab 18 Jahren kamen 112,2 Männer.
Das jährliche Durchschnittseinkommen der Haushalte betrug 31.576 USD, das Durchschnittseinkommen der Familien 31.534 USD. Männer hatten ein Durchschnittseinkommen von 23.854 USD, Frauen 20.192 USD. Das Prokopfeinkommen betrug 11.141 USD. 18,7 Prozent der Familien und 19,9 Prozent der Einwohner lebten unterhalb der Armutsgrenze.

## Orte im County
- Blue Dome
- Dubois
- Eighteenmile
- Humphrey
- Idmon
- Kilgore
- Lidy Hot Springs
- Lone Pine
- Old Beaver
- Spencer
- Winsper